# Kantaphod
Kantaphod é uma cidade e uma nagar panchayat no distrito de Dewas, no estado indiano de Madhya Pradesh.

## Demografia
Segundo o censo de 2001, Kantaphod tinha uma população de 9240 habitantes. Os indivíduos do sexo masculino constituem 52% da população e os do sexo feminino 48%. Kantaphod tem uma taxa de literacia de 52%, inferior à média nacional de 59,5%: a literacia no sexo masculino é de 63% e no sexo feminino é de 41%. Em Kantaphod, 18% da população está abaixo dos 6 anos de idade.